# Acid Bath (album)
Acid Bath è un album degli Alien Sex Fiend pubblicato nel 1984.

## Tracce
1. In God We Trust (In Cars You Rust?) - 4:50
2. Dead and Re-Buried - 5:58
3. She's a Killer - 6:40
4. Hee-Haw (Here Come The Bone People) - 6:00
5. Smoke My Bones - 0:43
6. Breakdwon And Cry (Lay Down And Die - Goodbye) - 6:55
7. E.S.T. (Trip To The Moon) - 8:13
8. Attack !!!!!#2 - 6:21
9. Boneshaker Baby - 3:31
10. I Am A Product (Live) - 5:16
11. 30 Second Coma - 2:45